# Кайзер, Винценц
Винценц Кайзер (нем. Vinzenz Kaiser; 28 февраля 1904, Юденбург, Штирия — 20 апреля 1945, близ Нюрнберга, Бавария) — немецкий офицер войск СС, оберштурмбаннфюрер СС, кавалер Рыцарского креста Железного креста с Дубовыми листьями.

## Карьера
Винценц Кайзер родился 28 февраля 1904 года в городе Юденбург. 15 сентября 1927 года вступил в НСДАП (партийный билет № 54 828), а 10 октября 1931 — в СС (служебное удостоверение № 17 127). 14 июня 1934 вступил в части усиления СС в звании унтерштурмфюрера. С декабря 1938 служит инструктором в юнкерском училище СС в Бад-Тёльце.
Участник боёв на Восточном фронте, где командовал 1-м, а с 1943 года — 3-м (бронированным) батальоном моторизированного полка СС «Дер Фюрер» 2-й танковой дивизии СС «Рейх».
27 октября 1942 награждён Немецким крестом в золоте. Командуя 3-м батальоном Винценц Кайзер удачно руководил контратаками в районе Лозовой при третьей битве за Харьков, что способствовало скорейшему захвату Харькова. Повышен до звания гауптштурмфюрера СС, 6 апреля 1943 года награждён Рыцарским крестом Железного креста.
20 апреля 1944 года повышен до оберштурмбаннфюрера СС. В мае 1944 направлен в Италию перед ожидаемой высадкой союзников. В июне 1944 переведён в 17-ю моторизованную дивизию СС «Гёц фон Берлихинген», где в декабре 1944 года принял под командование 38-й моторизованный полк СС.
В апреле 1945 года под его командованием из остатков дивизии была сформирована боевая группа. 18 апреля 1945 года представлен к Дубовым листьям к Рыцарскому кресту, но награждение официально не подтверждено Объединённым командованием вермахта. 20 апреля 1945 взят в плен американцами и расстрелян.

## Чины
- Унтерштурмфюрер СС (14 июня 1934)
- Оберштурмфюрер СС (15 сентября 1935)
- Гауптштурмфюрер СС (20 апреля 1938)
- Штурмбаннфюрер СС (20 апреля 1943)
- Оберштурмбаннфюрер СС (20 апреля 1944)

## Награды
- Золотой партийный знак НСДАП
- Йольский светильник
- Медаль «В память 13 марта 1938 года»
- Медаль «В память 1 октября 1938 года»
- Спортивный знак СА
- Кольцо «Мёртвая голова» (1 декабря 1937)
- Железный крест (1939)
  - 2-й степени (28 июля 1941)
  - 1-й степени (24 августа 1941)
- Медаль «За зимнюю кампанию на Востоке 1941/42»
- Штурмовой пехотный знак в бронзе
- Знак «за ранение» в золоте
- Нарукавный знак «За уничтоженный танк»" в серебре
- Нагрудный знак «За ближний бой»" в золоте
- Немецкий крест в золоте (27 октября 1942) — гауптштурмфюрер СС, командир 1-го батальона моторизованного полка СС «Дер Фюрер»
- Рыцарский крест Железного креста с Дубовыми листьями
  - Рыцарский крест (6 апреля 1943) — гауптштурмфюрер СС, командир 3-го (бронированного) батальона моторизованного полка СС «Дер Фюрер»
  - Дубовые листья (18 апреля 1945) — оберштурмбаннфюрер СС, командир 38-го моторизованного полка СС «Гёц фон Берлихинген»

По сообщению партийного руководства Нюрнберга, 18 апреля 1945 Кайзер был награждён Рыцарским крестом Железного креста с дубовыми листьями за защиту города во время Имперского партийного съезда, однако подтверждения от ОКХ нет. В 1999 году Орденское общество кавалеров Рыцарского креста признало награждение недействительным, поскольку сообщение шло от неофициального источника.